# هرتسوگتوم لاونبورگ
هرتسوگتوم لاونبورگ (به آلمانی: Herzogtum Lauenburg) یک منطقهٔ روستائی در آلمان است که در ایالت شلسویگ-هولشتاین واقع شده‌است.

## خصوصیات
هرتسوگتوم لاونبورگ ۱۸۲٬۶۰۰ نفر جمعیت دارد.